# 吉良平治郎
吉良平治郎（きら へいじろう、1886年2月3日 - 1922年1月18日）は、アイヌ民族で北海道の釧路郵便局の逓送人（郵便配達員）である。

## 生涯
吉良は1886年（明治19年）2月3日、釧路の桂恋コタンで生まれた。父はヌサシベ（和名：縫治）、母はマツツル（和名：ミツ）という。父の死後、母は再婚したため父方の叔母によって養育された。15歳のとき高熱（リュウマチが原因といわれる）のために左手と左足が麻痺したが、その後の訓練によって少しずつ動かせるようになった。炭焼きや薪割などの仕事に従事していたが、生活は貧しかった。吉良は無口だが働き者で実直な性格だったため、雇い主からも信頼されていたという。
1922年（大正11年）1月16日、昆布森郵便局の臨時逓送人に採用され、釧路局と昆布森局の間の郵便物の逓送をすることになった。採用3日目の1月20日、釧路地方は暴風雪に見舞われた。吹雪の中同僚に止められたが郵便を待っている人がいると強行出発し、17キログラムの郵便物を携えて釧路局から約16キロメートル離れた昆布森局に出発した。
吉良は釧路町（現在の釧路市）と当時の昆布森村（現在の釧路町）の中間に当たる宿徳内（現在の釧路町）で殉職した。このとき吉良は着用していたマントを脱いで郵便物を包んで雪中に埋め、杖としていた竹棒の先に目印として自分の手拭いを結んで立て、近くの集落をめざして歩き出したが集落間近のところで力尽きた。当時の釧路警察官巡査が記録した「検視官報告書」によると、吉良の遺体は郵便物から約100メートル離れたところで発見されたという。
吉良の遭難が判明したのは、1月22日になってからであった。約100人からなる捜索隊が結成されて、遭難から4日目に吉良の捜索が開始されたが、その日は何も見つからず、翌日になってまず郵便物が発見された。郵便物は吉良の必死の努力によって全く損傷がなかった。続いて吉良が雪の中から発見されたが、立ったままの状態で2メートル近い雪の中で絶命していたという。
命懸けで職責を全うした吉良の行いは日本全国に報道され、逓信省も映画を製作するなど大きな反響を呼び、感動の手紙や義捐金が多く寄せられた。寄せられた義捐金の額は、当時の金額で4000円以上に上った。その責任感で日本全国から注目され、吉良の行為は後に、1933年（昭和5年）発行の高等小学校修身教科書に『責任』という題で載録され、戦前・戦時下の日本では滅私奉公の象徴として広く紹介されたが、アイヌ民族ということは伏せられていた。ただし、戦時下の1942年に出版された『あいぬ人物傳』において、『責任逓送夫吉良平治郎君』の題で吉良の生い立ちや遭難の経緯、前述の教科書への採用が紹介されている。吉良がアイヌ民族として再び広く知られるようになったのは近年のことである。
遭難時の詳細や吉良の生涯など、未だ不明な点は多いといわれる。なお、今日では釧路町内の小学校の郷土副読本で語り継がれている。また、2020年10月12日には、10年ぶりに慰霊祭が行われた。

### 殉職紀念碑
道道142号宿徳内（しゅくとくない）バス停（釧路郡釧路町昆布森村）から海岸方向へ下ると1922年（大正11年）建立「故吉良逓送人殉職紀念碑」がある（地図 - Google マップ）が、1974年（昭和49年）に50メートルほど離れたところから移されたものである。また、この記念碑が置かれる地は吉良ヶ丘と呼ばれる。

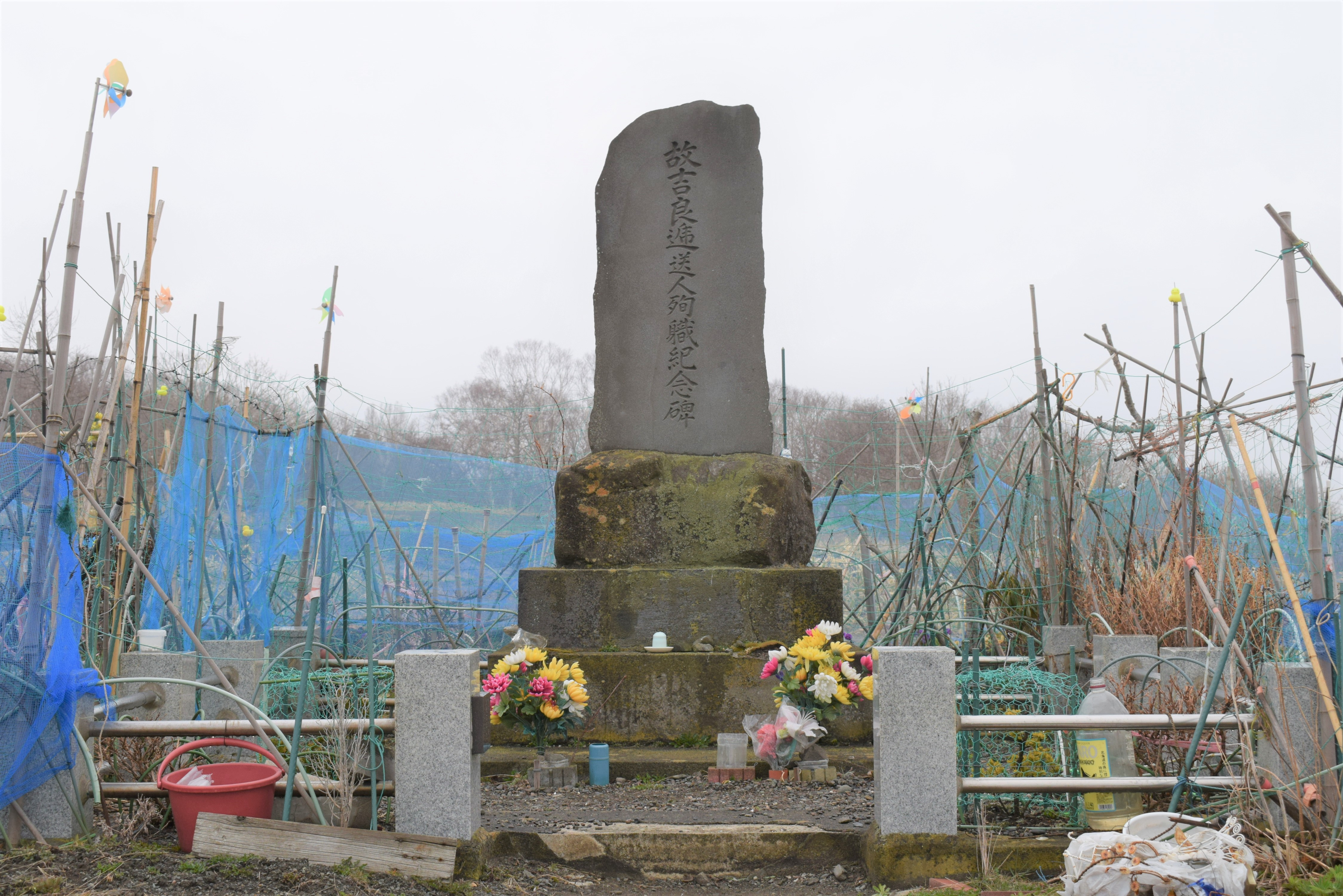
殉職紀念碑
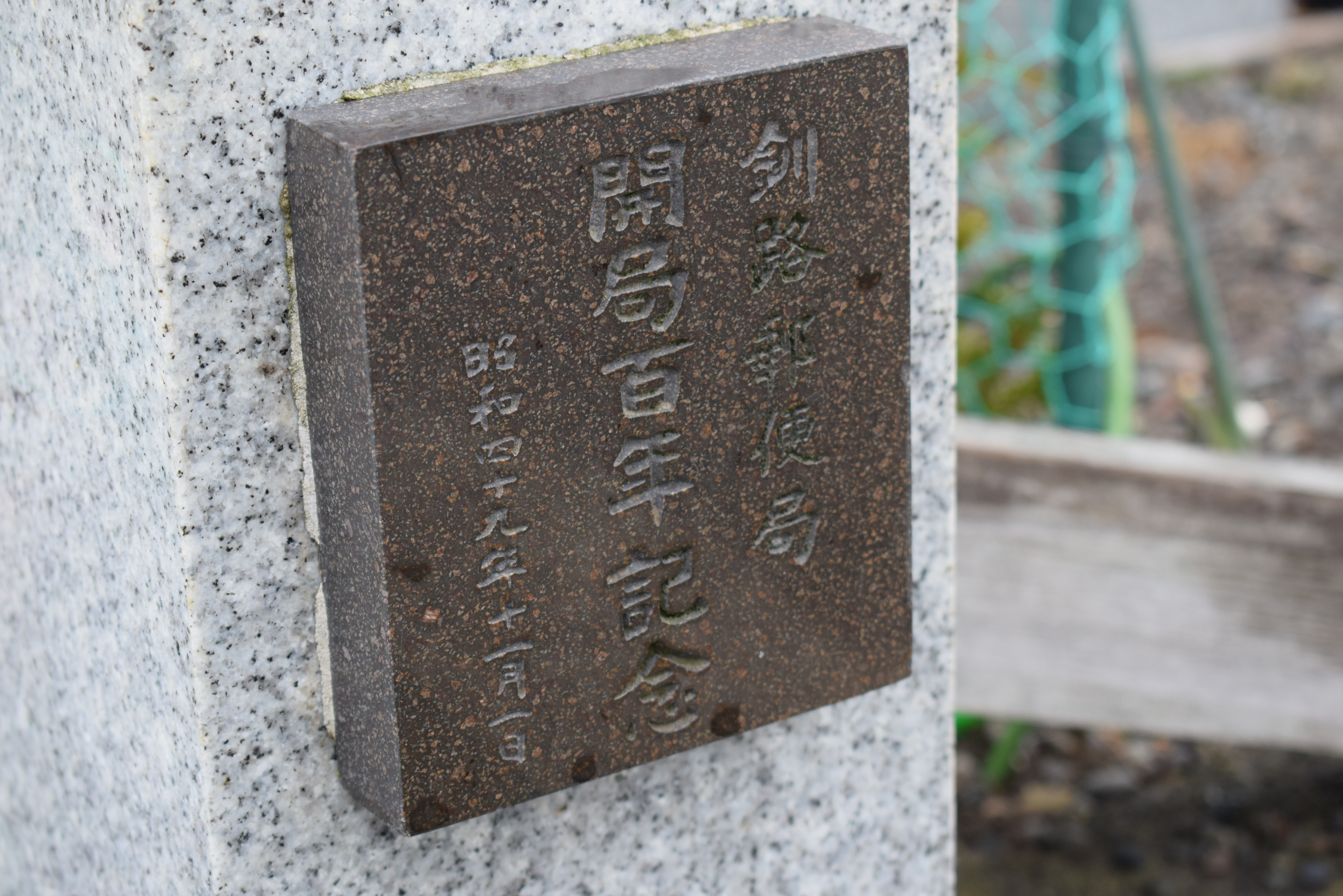
釧路郵便局の開局100年を記念したことを示すプレート

## 作品化

### 演劇
- 『アイヌ逓送人・吉良平治郎』
  - 釧路アイヌ文化懇話会会長である松本成美が中心となって研究が進み、その一つの形として演劇『アイヌ逓送人・吉良平治郎』（演出・脚本　尾田浩）が2006年7月15日、16日に釧路で初演された[1][2][8]。アイヌ民族の中には「殉職」という「美学」は存在しない、いついかなる時でも自分の命を犠牲にする美意識はないはずだ、というメッセージを込め、「平治郎は郵便物を守り、自らの命も守ろうとした」という内容の劇になっている[1][2]。

### アニメ
- 『アイヌ逓送人・吉良平治郎〜アイヌ・ネノアン・アイヌ〜』
  - 前述のとおり、小学校の郷土副読本で吉良を取り上げてきた釧路町であったが、「平治郎の生き方をより幅広い年齢層に伝えられる[9]」「責任と命の大切さを伝えたい[10]」として、吉良の生涯を描いたアニメを制作し、没後100年にあたる2022年にYouTubeで公開された[9]。2006年に初演された演劇を原案としている[9]。